# Saverio Bettinelli
Saverio Bettinelli (Mantova, 18 luglio 1718 – Mantova, 13 dicembre 1808) è stato un gesuita, scrittore e critico letterario italiano, famoso per la sua adesione all'Illuminismo, ed espressione tipica, insieme al suo confratello Pompeo Venturi, dell'ostilità nei confronti di Dante (o per meglio dire dell'incomprensione di Dante) da parte del gusto del Settecento.

## Biografia
Nato nel 1718 da una famiglia di modeste condizioni, Saverio Bettinelli entrò nell'ordine dei gesuiti nel 1738, dopo aver studiato presso di loro a Bologna. Il Bettinelli fu presto conosciuto soprattutto per le sue doti di poligrafo, drammaturgo, polemista, critico letterario e poeta. Insegnò retorica in varie città italiane, tra cui Venezia, dove visse tra il 1748 e il 1750, frequentando i principali intellettuali dell'ambiente lagunare e partorendo le 55 ottave del poemetto Il Parnaso veneziano, poi più volte rivisto fino alla definitiva edizione del 1767. Nel 1758 intraprese un viaggio per tutta l'Italia e la Germania. Nei suoi viaggi entrò in contatto con numerosi letterati dell'epoca, tra cui Voltaire e Rousseau, con i quali intrattenne una fitta corrispondenza. Nel 1773 in occasione dello scioglimento dell'ordine dei gesuiti, si ritirò a Mantova. Negli ultimi trent'anni di vita continuò la sua attività critica e letteraria, distinguendosi per l'esaltazione di Petrarca (Delle lodi del Petrarca, Bassano 1793) e per la nuova critica alla Divina Commedia (Dissertazione accademica sopra Dante, 1800). In seguito all'arrivo di Napoleone, dopo averlo criticato ferocemente nell'Europa Punita, ne divenne un sostenitore, pubblicando tre canti di elogio intitolati Bonaparte in Italia. Morì novantenne nella sua città natale nel 1808.

## L'attività letteraria

### La critica a Dante

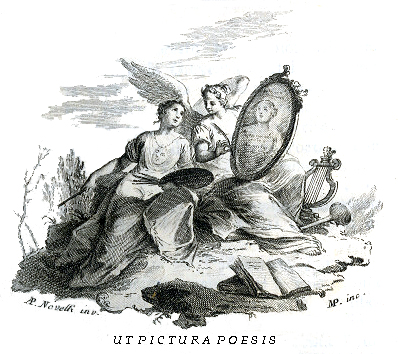
Saverio Bettinelli, Illustrazioni de Dieci lettere di Publio Virgilio Marone. Scritte dagli Elisj all'Arcadia di Roma sopra gli abusi introdutti nella poesia italiana, Modesto Fenzo, Venezia 1758

La sua fama è legata principalmente all'opera di critico letterario ricca di umori antiaccademici e antiretorici, ma si fece notare anche per le sue opere di carattere prettamente illuministico. Nel 1757 scrisse le Lettere di Virgilio (o Lettere virgiliane), opera composta da 10 lettere di cui le prime tre sono una celebre stroncatura della Divina Commedia di Dante Alighieri, riguardo alla quale Bettinelli affermò: «Sia posto tra i libri di erudizione, e della Commedia si lascino solo taluni pezzi che, raccolti e, come meglio si può, ordinati, formino non più di cinque canti». Nonostante gli riconosca tratti poetici e possenza linguistica, il Bettinelli disprezza l'opera dantesca in quanto contrastante con il più formale classicismo e per gli ideali illuministici così lontani dal pensiero medievale, facendo concludere a Mario Fubini che:
(Fubini)

### Critico di Petrarca

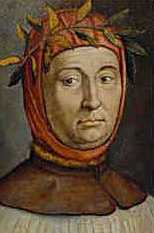
Francesco Petrarca

Definito da Bonfatti come «nume presente di tutta la critica bettinelliana», Bettinelli celebra Francesco Petrarca nella IV lettera delle Lettere Virgiliane in cui: 
(Lettere Virgiliane, Lettera IV, p. 58)
Seguendo il saggio di Bonfatti, la passione per Petrarca derivava sin da quando studiò a Bologna presso i gesuiti, facendo maturare in lui quelle convinzioni classiciste che vedevano in Virgilio l'alfiere della poesia latina, e in Petrarca di quella volgare. Nonostante ciò, anche gli dei delle Lettere Virgiliane avevano delle remore verso Petrarca, in quanto vi sentivano sempre l'influenza dell'antica poesia volgare, specialmente nei Trionfi, ricchi ancora di quell'allegoria che rimandava alla mente quella dantesca; e per la ripetitività delle tematiche del Canzoniere, cosa che suscitava noia negli dei. Queste riserve furono poi dissolte con la pubblicazione dell'Entusiasmo delle belle lettere (1769), frutto di profonde riflessioni durate anni e che permisero al Bettinelli la comprensione piena del genio petrarchesco, intravedendo in lui il valore dell'entusiasmo alla base dell'ispirazione e della fantasia nell'arte secondo una tendenza che è stata considerata preromantica. Esemplificazione di questa più matura comprensione di Petrarca sono le già citate Delle lodi del Petrarca, edite a Bassano del Grappa nel 1793.

### L'altra attività critica e letteraria
Al 1766 risalgono invece le Lettere inglesi per mezzo delle quali propone un ideale di "buon gusto" e una letteratura moderna e disinvolta. Il Bettinelli fu anche autore di poesie di modello arcaico, raccolte nei Versi sciolti del 1758 e ispirate ai componimenti di Carlo Innocenzo Frugoni, di tre tragedie, Gionata (1747), Demetrio Poliorcete (1758) e Serse (1764), che si collocano nel solco del teatro gesuitico, e dell'opera storica Risorgimento d'Italia negli studi, nelle arti e nei costumi dopo il Mille che risale al 1775. Figlio di una cugina di Bettinelli, nonché marito di una sua nipote, fu lo studioso Matteo Borsa, di cui l'abate favorì la carriera di professore e critico letterario a Mantova, influenzandone significativamente il pensiero, fedele, come il suo, a un severo classicismo, ma non immune al contempo da suggestioni cesarottiane e aperture preromantiche.
Citato tra i precursori della fantascienza italiana è Il mondo della Luna, un breve poema eroico-comico a carattere satirico-utopico, pubblicato inizialmemte anonimo a Venezia nel 1754. Attraverso l'allegoria, con questo viaggio immaginario Bettinelli critica i privilegi dell'Ancien Régime, contrapponendo all'Europa dei sovrani assoluti un modello di «repubblica virtuosa».

## Opere

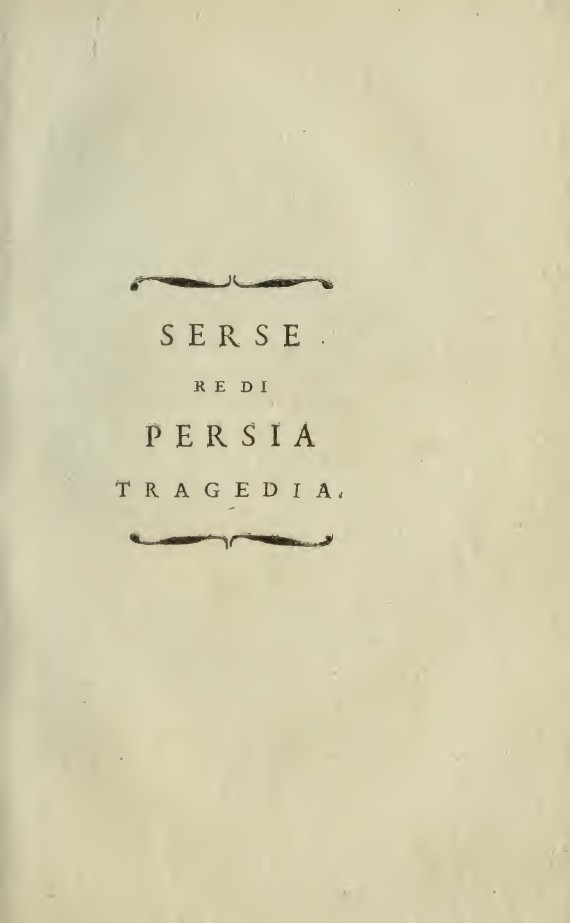
Frontespizio del Serse re di Persia, 1800

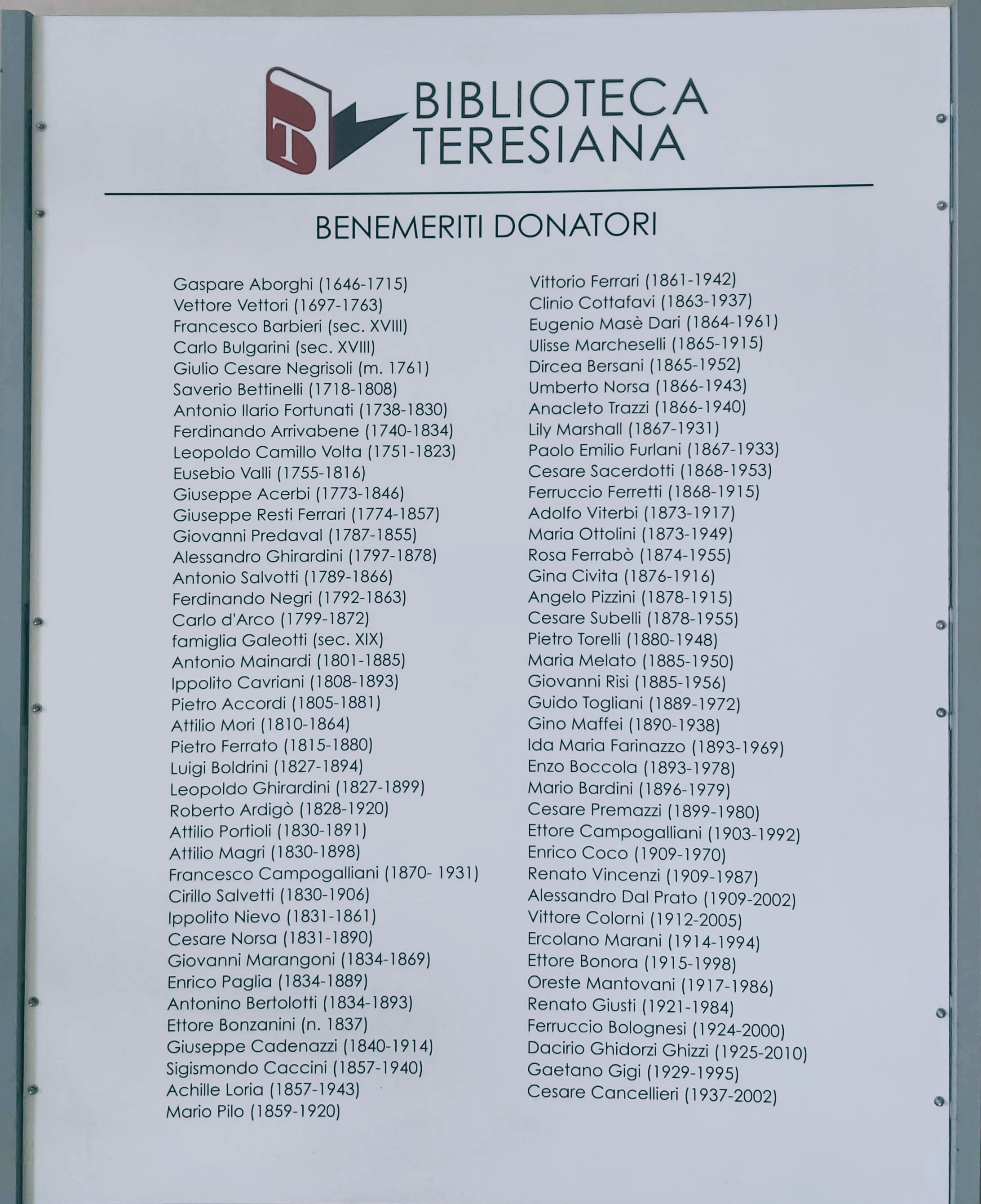
Saverio Bettinelli tra i donatori della Biblioteca Teresiana di Mantova.

- Saverio Bettinelli, Dieci Lettere di Publio Virgilio Marone scritte dagli Elisi all'Arcadia di Roma sopra gli abusi introdotti nella poesia italiana, Venezia, Fenzo, 1758.
- Saverio Bettinelli, Dodici Lettere Inglesi sopra varii argomenti e sopra la letteratura italiana, Venezia, Pasquali, 1766.
- Tragedie di Saverio Bettinelli della Compagnia di Gesù con la traduzione della Roma salvata di Mr de Voltaire e una cantata per la venuta dell'Imperador a Roma dedicate all'Altezza Reale della Serenissima Principessa Maria Beatrice Ricciarda d'Este Arciduchessa d'Austria[15], Bassano, Remondini, 1771.
- Delle lettere e delle arti mantovane, Mantova, Pannozzi, 1774.
- Del Risorgimento d'Italia negli studj, nelle arti, e ne' costumi dopo il mille dell'abate Saverio Bettinelli, Venezia, Remondini, 1786.
- Saverio Bettinelli, Ragionamenti, Venezia, Adolfo Cesare, 1799.
- Saverio Bettinelli, Dell'entusiasmo delle belle arti. 1. 1, Venezia, presso Adolfo Cesare, 1799.
- Saverio Bettinelli, Dell'entusiasmo delle belle arti. 2-3. 2, Venezia, presso Adolfo Cesare, 1799.
- Saverio Bettinelli, Dialoghi d'amore. 1. 1, Venezia, presso Adolfo Cesare, 1799.
- Saverio Bettinelli, Dialoghi d'amore. 2. 2, Venezia, presso Adolfo Cesare, 1799.
- Saverio Bettinelli, Accademiche dissertazioni su la poesia scritturale, Venezia, Adolfo Cesare, 1800.
- Saverio Bettinelli, Delle lettere e delle arti mantovane, Venezia, Adolfo Cesare, 1800.
- Saverio Bettinelli, Serse re di Persia, Venezia, Adolfo Cesare, 1800.
- Saverio Bettinelli, Discorso sopra la poesia italiana, Venezia, presso Adolfo Cesare, 1800.
- Saverio Bettinelli, Lettere 20 di una dama ad una sua amica su le belle arti, Venezia, presso Adolfo Cesare, 1800.
- Saverio Bettinelli, Lettere di Virgilio e inglesi, Venezia, presso Adolfo Cesare, 1800.
- Opere edite e inedite in prosa e in versi dell'abate Saverio Bettinelli, Venezia, Presso Adolfo Cesare, 1799-1801, in 24 volumi.
- Saverio Bettinelli, Sull'eloquenza, Venezia, Adolfo Cesare, 1801.
- Saverio Bettinelli, Lettere a Lesbia Cidonia sopra gli epigrammi. 1-21. 1, Venezia, presso Adolfo Cesare, 1801.
- Saverio Bettinelli, Lettere a Lesbia Cidonia sopra gli epigrammi. 22-25. 2, Venezia, presso Adolfo Cesare, 1801.
- F.Algarotti e S.Bettinelli Opere , a cura di Ettore Bonora ,Milano-Napoli,Ricciardi 1969